# Didier Auriol

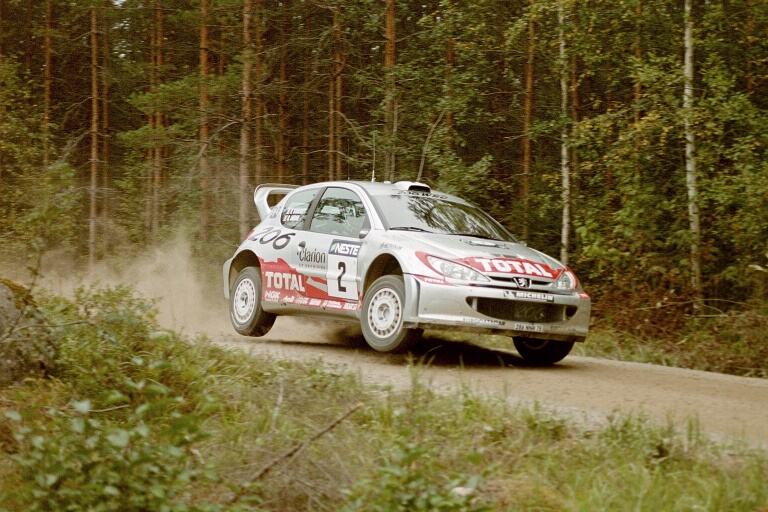
Didier Auriol 2001 i Finland

Didier Auriol, född 18 augusti 1958 i Montpellier, är en fransk rallyförare som vann rally-VM 1994 för Toyota, samt blev trea 1992 och 1999.